# Daniel-André Tande
Daniel-André Tande (* 24. ledna 1994 Narvik) je norský skokan na lyžích, olympijský vítěz a mistr světa.

## Kariéra
Poprvé ve světovém poháru startoval 11. ledna 2014 v rakouském Bad Mitterndorfu. Dne 25. listopadu 2015 v Klingenthalu byl poprvé vítězem v individuálním závodě. Totéž zopakoval 1. ledna 2017 v Garmisch-Partenkirchenu.
Dne 20. ledna 2018 se stal mistrem světa v letech na lyžích. Soutěž měla tři části, v nichž porazil i Kamila Stocha a Richarda Freitaga. Den nato vyhrál se svými kolegy Johannem Forfangem, Robertem Johanssonem a Andreasem Stjernenem týmový závod. Ve stejném složení vyhráli i na zimních olympijských hrách v Pchjongčchangu.
Ve zkušebním kole závodu na mamutím můstku ve slovinské Planici z 25. března 2021 ztratil kontrolu nad lyží, ve vzduchu se přetočil, tvrdě dopadl na můstek a skončil v bezvědomí. Po převozu do lublaňské nemocnice byl uveden do umělého spánku. Vyšetření ukázala protrženou plíci a zlomenou klíční kost. Lékaři přistoupí k Tandeho probuzení 27. března, tj. dva dny po hrozivém pádu.

## Světový pohár

### Pořadí
| Sezóna  | Celkem           | Turné čtyř můstků | Lety na lyžích | Raw air | Willingen five   |
| ------- | ---------------- | ----------------- | -------------- | ------- | ---------------- |
| 2013/14 | 64               | —                 | 22             | N/A     | N/A              |
| 2014/15 | 45               | 40                | 42             | N/A     | N/A              |
| 2015/16 | 7                | 24                | 9              | N/A     | N/A              |
| 2016/17 | Bronzová medaile | Bronzová medaile  | 11             | 19      | N/A              |
| 2017/18 | 4                | 8                 | 2              |         | Bronzová medaile |

### Vítězstství
| No. | Sezóna  | Datum        | Místo                  | Můstek                          | Typ          |
| --- | ------- | ------------ | ---------------------- | ------------------------------- | ------------ |
| 1   | 2015/16 | 22. 11. 2015 | Klingenthal            | Vogtland Arena HS140            | Velký můstek |
| 2   | 2016/17 | 1. 1. 2017   | Garmisch-Partenkirchen | Große Olympiaschanze HS140      | Velký můstek |
| 3   | 2016/17 | 4. 1. 2017   | Innsbruck              | Bergiselschanze HS130           | Velký můstek |
| 4   | 2017/18 | 3. 2. 2018   | Willingen              | Mühlenkopfschanze HS145 (night) | Velký můstek |